# Stephen Ames
Pour les articles homonymes, voir Ames (homonymie).
Stephen Michael Ames plus couramment appelé Stephen Ames (né le 28 avril 1964 à San Fernando, Trinidad) est un golfeur canadien évoluant sur le circuit PGA.

## Biographie
Stephen Ames a fait ses débuts professionnels en 1987. Il est droitier. Il a remporté le championnat des joueurs de la PGA au TPC Sawgrass le 26 mars 2006.

## Palmarès

### PGA Tour
- 2004 : Cialis Western Open
- 2006 : The Players Championship
- 2007 : Children's Miracle Network Classic
- 2009 : Children's Miracle Network Classic

### PGA European Tour
- 1994 : Open V33 Grand Lyon
- 1996 : Benson & Hedges International Open

### Autres victoires
- 1989 : Trinidad and Tobago Open
- 1991 : Ben Hogan Pensacola Open
- 2005 : TELUS Skins Game (tournoi non officiel)
- 2006 : LG Skins Game (tournoi non officiel du PGA Tour)
- 2007 : LG Skins Game (tournoi non officiel du PGA Tour)